# Karórépa
A karórépa (Brassica napus subsp. rapifera Metzg., Syn.: Brassica napus subsp. napobrassica Mill.) a tarlórépa (Brassica rapa subsp. rapa) és a vadkáposzta (Brassica oleracea) spontán kereszteződésével jött létre. Tekintve, hogy a repce (Brassica napus) ősi formája is e két faj (pontosabban a Brassica rapa és a vadkáposzta (Brassica oleracea)) kereszteződéséből származik, ezért botanikai szempontból ennek egyik alfaja. Bár nagyon hasonlít rá, több jellemzőjében is különbözik a tarlórépától (Brassica rapa subsp. rapa). Kulináris szempontból egy tipikus téli zöldség.

## Leírás

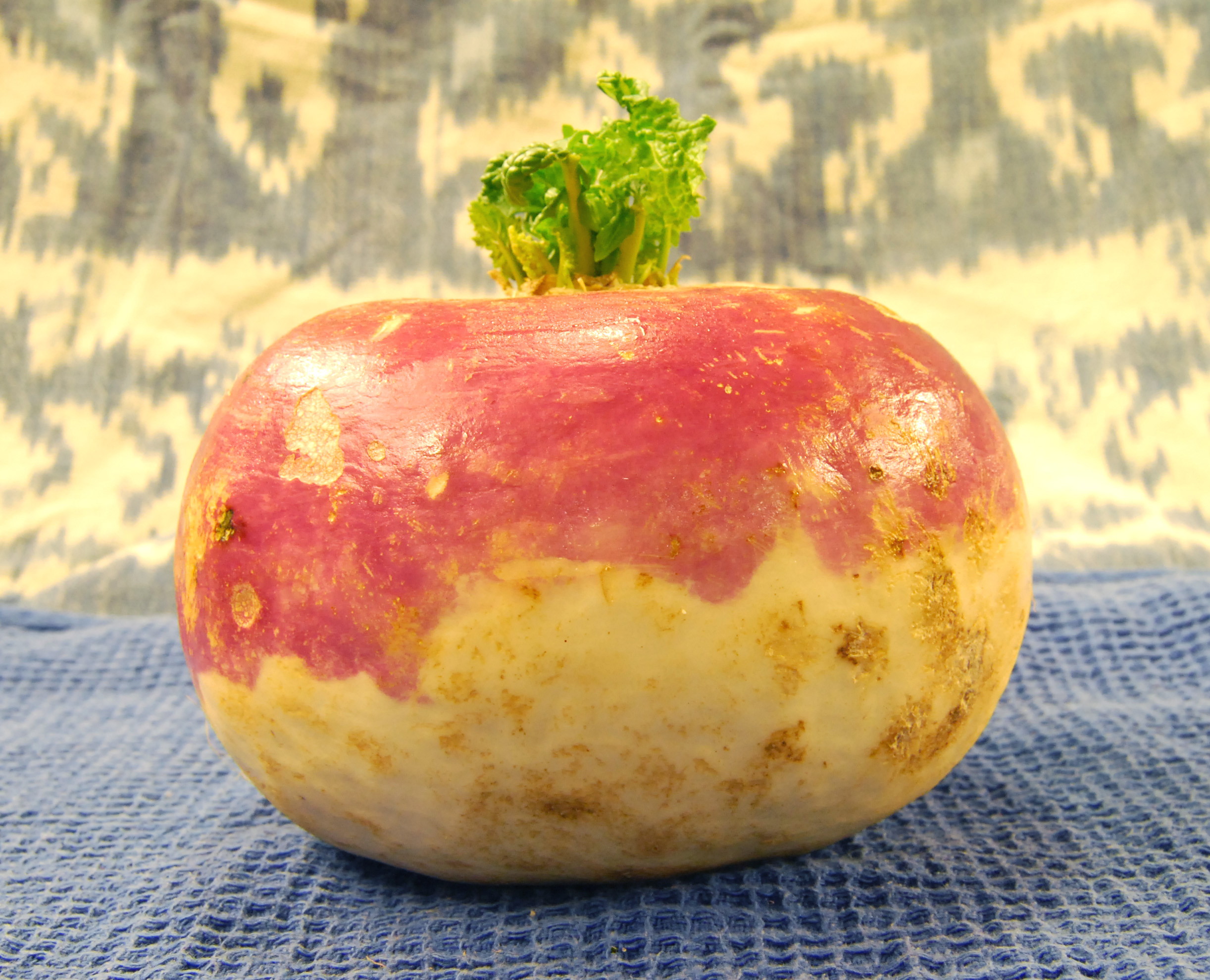
Karórépa

A karórépa megközelítőleg gömb alakú, alsó részén zöldes-sárgás, felül pirosas-lilás héjú, fehér vagy sárga húsú, édes-kesernyés, a retekre és a karalábéra emlékeztető ízű gyökérgumó. 

## Szinonimák
Az Őrségben csutri, csutrirépa néven ismert. Magyarországon étkezési célú termesztése a 20. században visszaszorult, legfeljebb takarmányozásra vetették. Modernkori Magyarországi újrafelfedezése az angolszász rutabaga névvel gyűrűzött be hozzánk.

## Származás
Az Eurázsia északi tájain ősidők óta tenyésző tápláléknövény Skandináviából került Európa délebbre fekvő területeire. Erre utal angliai (swede, rutabaga (rotabagge – gyökérgumó)) és észak-német (Schwedische Rübe – svéd répa) elnevezése is. 
A kromoszómaszáma 2n = 38, ami alapján a botanikusok arra következtetnek, hogy a tarlórépa (2n = 20) és a vadkáposzta (2n = 18) kereszteződésével jött létre.

## Történelem
A burgonya elterjedése előtt fontos tápláléknövény volt, de később inkább a disznókat etették vele és csak éhínségek idején került gyakrabban asztalra. A korabeli magyar szakácskönyvek még csak „répa”-ként említik, de Czifray-nál már karórépaként szerepel.

## Tápanyagtartalom
A karórépa szőlőcukrot, fehérjét, zsírt, kénes illóolajokat, ásványi anyagokat, karotint, A-provitamint és B1, B2, C-vitamint, továbbá nikotinsavat tartalmaz. A magas víztartalma miatt igen kalóriaszegény. 

## Felhasználás

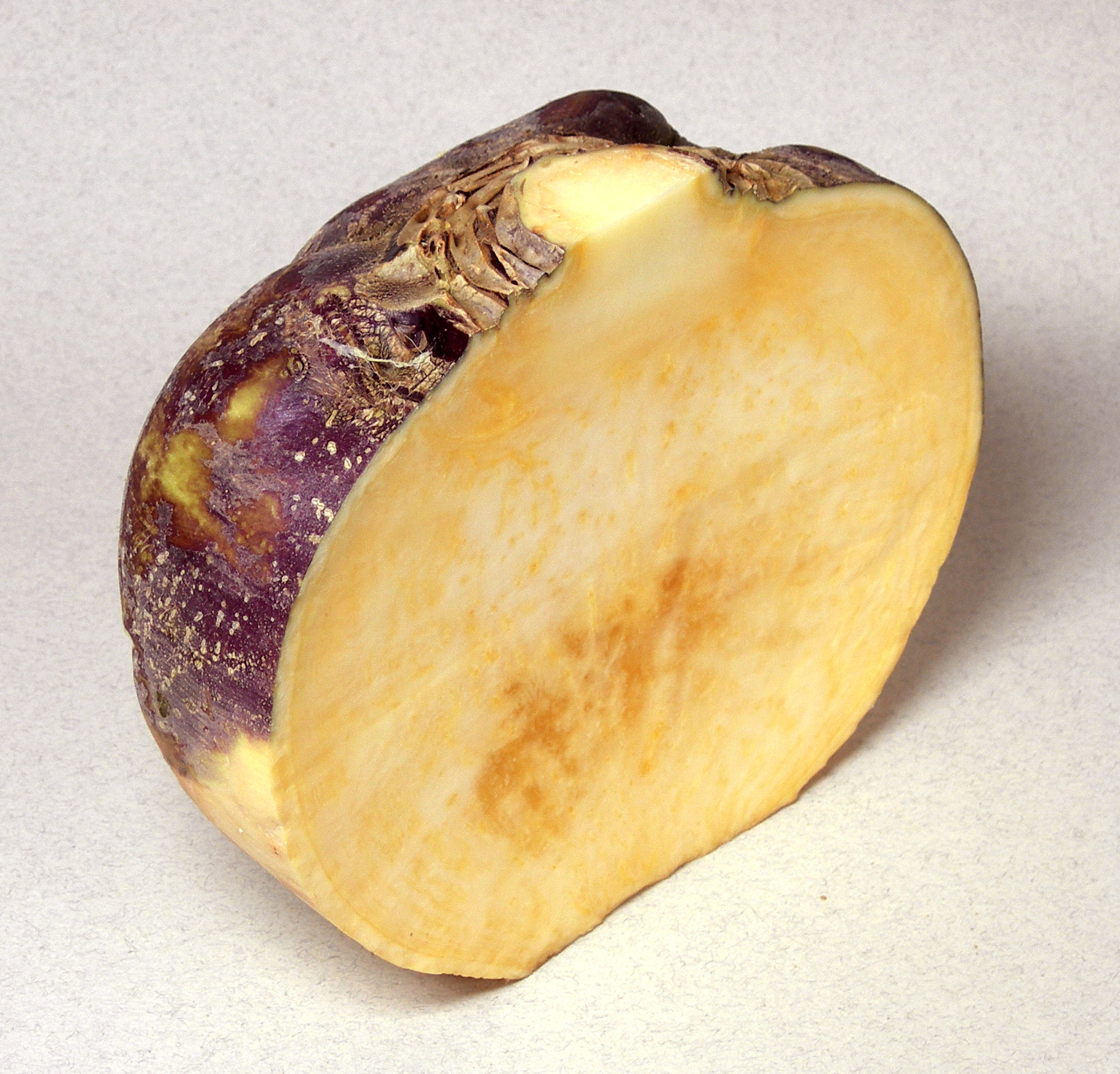
Félbevágott karórépa

Felhasználható nyersen, savanyítva, főzve püréként, ragukban, más gyökérzöldségekhez hasonló módon.